# Travis Frederick
Travis Frederick (ur. 18 marca 1991 roku w Sharon w stanie Wisconsin) – amerykański zawodnik futbolu amerykańskiego, grający na pozycji center. W rozgrywkach akademickich NCAA występował w drużynie Wisconsin.
W roku 2013 przystąpił do draftu NFL. Został wybrany przez drużynę Dallas Cowboys w pierwszej rundzie (31. wybór). W drużynie z Teksasu występuje do tej pory.